# مک‌کوایر (ویرجینیا)
مک‌کوایر (به انگلیسی: McQuire) یک منطقهٔ مسکونی در ایالات متحده آمریکا است که در شهرستان فردریک، ویرجینیا واقع شده‌است.